# Koreanische Staatsangehörigkeit
Die koreanische Staatsangehörigkeit bestimmt die Zugehörigkeit einer Person zu einem der gegenwärtig bestehenden koreanischen Staatsverbände mit den zugehörigen Rechten und Pflichten.

## Bis 1948

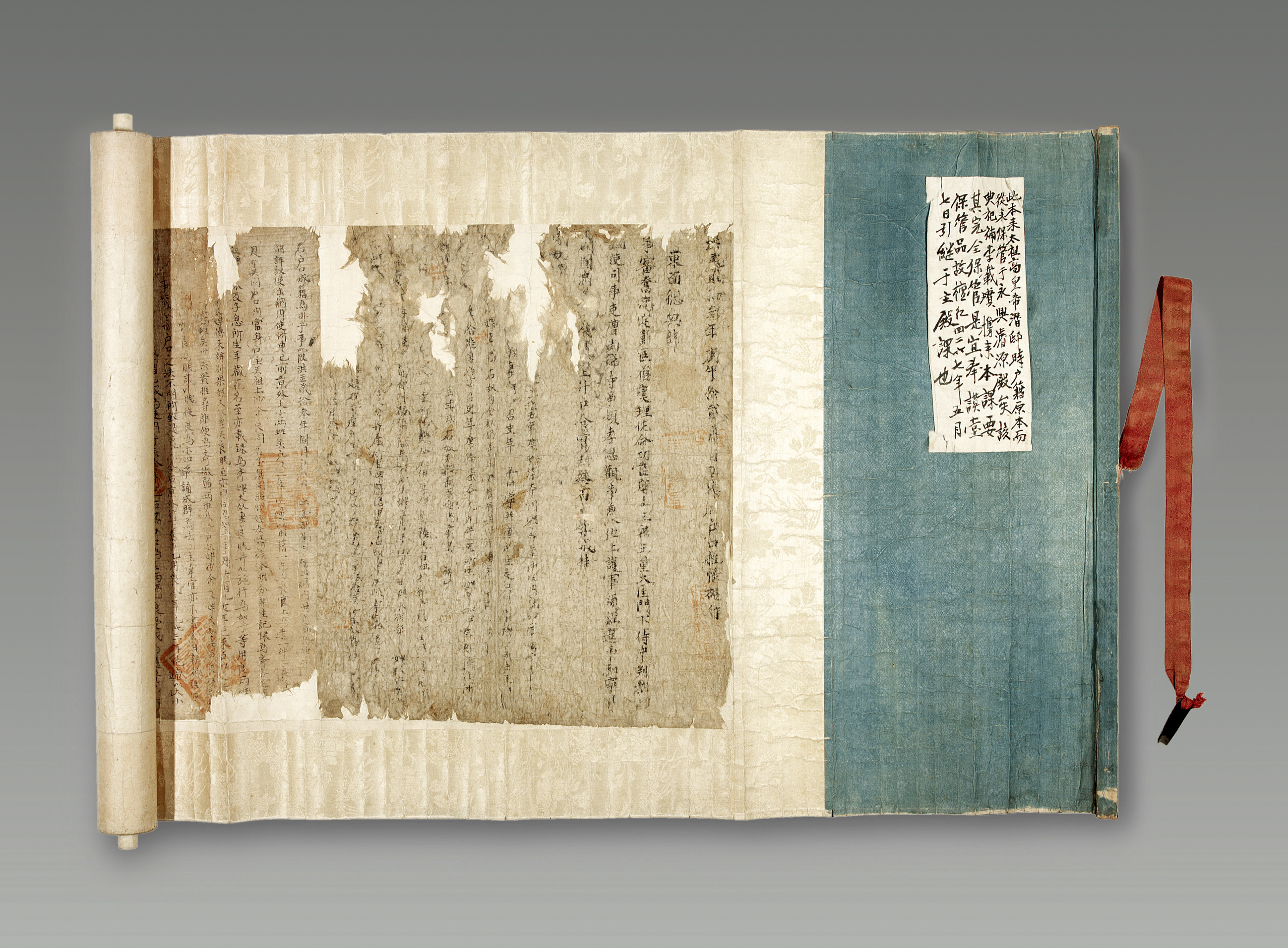
Die Familienregister der feudalen Ära dienten nicht dazu, die Nationalität zu bestimmen, sondern dokumentierten Steuerpflichten und die Blutlinie einer Sippe über Generationen.

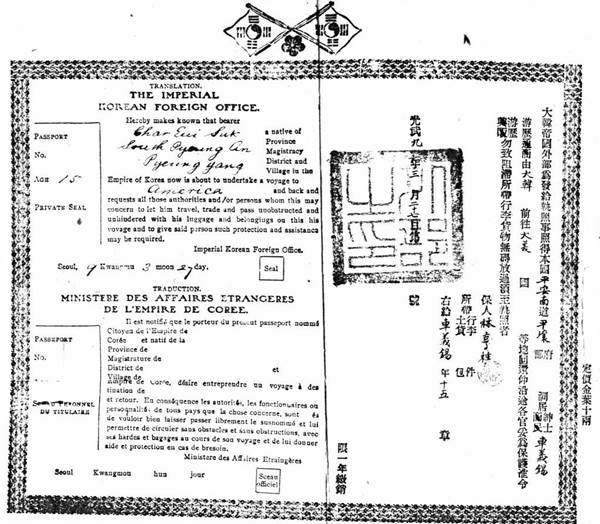
Reisepass des Kaiserreichs Korea, 1905.

Untertanen der Chosŏn-Dynastie waren nicht Bürger im Sinne modernen Nationalstaatsverständnisses, da das Westfälische Staatensystem gerade erst in Asien ankam.
1900 erging eine Verordnung, die die Annahme fremder Staatsangehörigkeiten verbot. Hierdurch sollte die Praxis unterbunden werden, dass nun „russische“ Neubürger aus Korea die Vorrechte der Exterritorialität in Anspruch nehmen konnten.
Die wenigsten, oft schon im späten 19. Jahrhundert in die Mandschurei oder den russischen fernen Osten gewanderten Koreaner machten sich nicht die Mühe, in heimatliche Register eingetragen zu werden, vor allem, da es mit Anreise und hohen Gebühren verbunden war. Es handelt sich meist um Nachfahren von Auswanderern aus der nördlichen Provinz Hamgyŏng. Auch die japanische Regierung förderte nach der Gründung des Staates Mandschukuo 1932 massiv die Zuwanderung ihrer Untertanen, darunter naturgemäß zahlreicher Koreaner in die Mandschurei. Sie wurden durch Zeitumstände (assimilierte) Bürger der Sowjetunion oder der VR China (Chosŏnjok).

Die als Korjo-Saram bekannte koreanische Bevölkerungsgruppe lebt vor allem in der Region Primorje (Primorski krai).
Während der Zeit japanischer Verwaltung ab 1905/10 wurde das japanische Staatsangehörigkeitsgesetz 1899 nie übernommen. Jedoch bilden die seit 1909 angelegten Familienregister neuen Typs die Grundlage für Personenstandsfragen. Ihre Anlage ging schleppend voran und war auch 1945 gerade in ländlichen Regionen noch lückenhaft.
Kriegsbedingt kam es vom Sommer 1945 bis Ende 1953 zu massiven Bevölkerungsverschiebungen.
Im Gegensatz zum geteilten Deutschland, wo die BRD als Rechtsnachfolger des Dritten Reichs davon ausgegangen war, es hätte 1949–89 nur eine deutsche Staatsangehörigkeit gegeben, liegt die Situation hier so, dass es vor 1948 keinen Staat gab, für den Staatsangehörigkeit bestand. Die Republik Korea erhebt allerdings in Art. 3 ihrer Verfassung den Anspruch auf die gesamte Halbinsel.

## Nordkorea

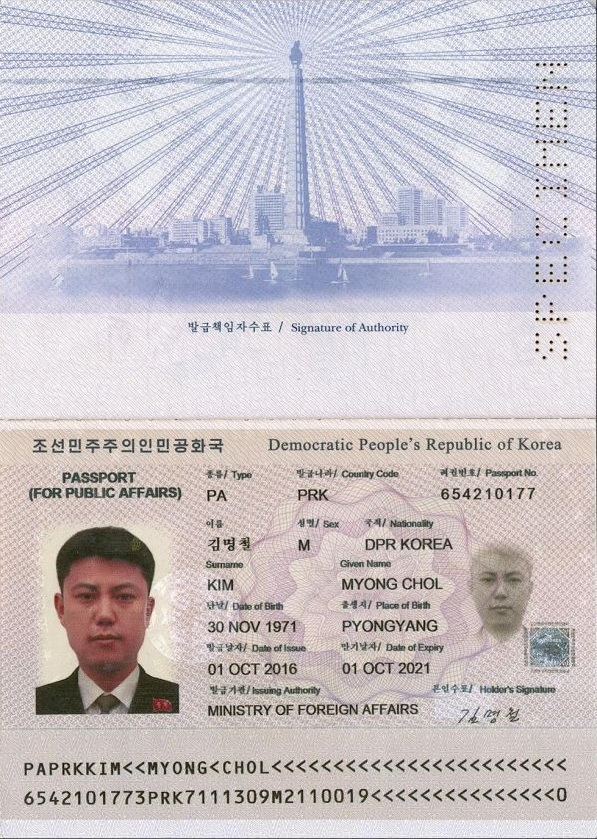
Reisepass für Angehörige der Demokratischen Volksrepublik Korea, 2016.

Die Demokratische Volksrepublik Korea sah erst 1963 die Notwendigkeit, ein vergleichsweise kurzes Staatsangehörigkeitsgesetz zu erlassen. Seine Struktur folgt dem damaligen sowjetischen. Es wurde 1995 und 1999 geändert.
Bei diesem Gesetz handelte es sich um das erste in Ostasien, bei dem die Staatsangehörigkeit von beiden Elternteilen gleichermaßen an Kinder weitergegeben wird. Bürger (公民) sind all diejenigen, die vor der Gründung der Republik koreanischer Nationalität waren (朝鮮国籍) und diese nicht aufgegeben hatten. Nach dem Abstammungsprinzip erhalten Kinder die Staatsangehörigkeit, nach ius soli die Kinder Staatenloser, die in der DPRK leben. Die Staatsangehörigkeit ist auch hier an eine Eintragung im Familienregister gebunden. Ein- und Ausbürgerungen werden am Tag der Eintragung im Register wirksam. Eheschließung oder Scheidung haben keine Einfluss auf die Staatsangehörigkeit oder die der Kinder.

Die Angehörigen der chinesischen Minderheit im Lande (hwagyo), wenige tausende Personen, erhalten Ausweise mit dem Vermerk chinesischer „Nationalität.“
Für im Ausland lebende Koreaner wird ein Familienregister bei der zuständigen konsularischen Vertretung geführt. Bei gemischten Ehen ist die Eintragung zwingend nötig. Jugendliche im Alter zwischen 14 und 16 Jahren (früher 18) haben ein Mitspracherecht bei Änderungen.
Über Einbürgerungen und Ausscheidegenehmigungen entscheidet das Präsidium der obersten Volksversammlung.
Bereits am 17. November 1957 hat man mit der Sowjetunion ein Abkommen geschlossen, das Fragen der Mehrstaatlichkeit regelt. Ansonsten wird im nordkoreanischen Staatsangehörigkeitsgesetz auf diese Frage nicht eingegangen.

## Südkorea

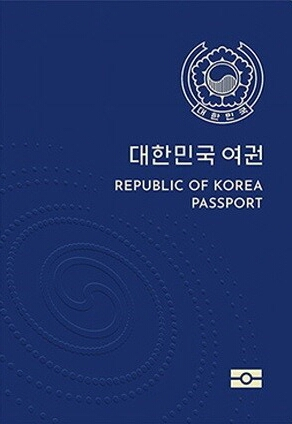
Südkoreanischer Reisepass

Das im Süden seit Ende 1945 amtierende USAMGIK war mit den unmittelbaren Nachkriegsfolgen zu sehr beschäftigt, um sich vor Errichtung der Militärdiktatur unter Rhee Syng-man im September 1948 um Probleme der Staatsangehörigkeit zu kümmern. Nur eine Kontrollverordnung zur Ausländermeldepflicht erging.
Mit dem Public Act No. 11 vom Mai 1948 regelte man vorläufig Staatsangehörigkeitsfragen. Wie international üblich erfolgte die Vererbung durch ius sanguinis für eheliche Kinder über den Vater. Ehefrauen (und minderjährige Kinder) folgten bei Heirat und Ein- bzw. Ausbürgerungen der Staatsangehörigkeit des Mannes. Ein einheiratender Ausländer musste die Einbürgerung beantragen. Eingebürgerte blieben von höchsten Staatsämtern ausgeschlossen (bis 1963). Durch freiwillige Annahme einer fremden Staatsbürgerschaft geht die koreanische verloren. Wiedereinbürgerungen waren nur bei Wohnsitz in Südkorea möglich.
Die Gesetzesänderungen 1962 und 1963 erlaubten Wiedereinbürgerungen außerhalb des Landes nach Zustimmung eines entsprechenden Ausschusses (abgeschafft 1976). Bei Einbürgerungen wurde verlangt, dass der Neubürger innerhalb eines halben Jahres die alte Staatsbürgerschaft aufgibt.
Bis 1988 bestand für Südkoreaner keine Reisefreiheit.
Die Reform 1998 brachte nominell die Abschaffung der Benachteiligung von Ehefrauen. Durch eine neu eingeführte Wartefrist von zwei oder drei Jahren wurde aber auch die „Heirats-Einwanderung“ eingeschränkt. Die Staatsangehörigkeit kann nun über beide Elternteile vererbt werden. Verheiratete Frauen können auch ohne ihren Mann eingebürgert werden. Allerdings ist nun auch für minderjährige Kinder ein Einbürgerungsantrag nötig. Für volljährig werdende Doppelstaatler wurde eine Optionsmöglichkeit eingeführt (bis zum 22. Geburtstag). Neu war eine Liste von Ausschlussgründen, die einer Wiedereinbürgerung entgegenstehen.
Kleinere Änderungen 2002, 2005, und 2008 erleichterten Bedingungen für uneheliche Kinder und Wartezeiten bei Ehefrauen. Doppelstaatler können erst nach Erfüllung ihrer südkoreanischen Wehrpflicht die Staatsangehörigkeit ablegen. Eine Einbürgerung, die auf falschen Angaben beruhte, kann nun wieder rückgängig gemacht werden.
Zusätzlich zu formalen Änderungen, die durch die Reform der Familienregister nötig wurden, gibt es seit 2010 und 2011 die Möglichkeit der vereinfachten Einbürgerung für Höherqualifizierte. Dauerhafte Doppelstaatlichkeit wird für gewisse Personenkreise toleriert, wenn die Erklärung abgegeben wird, eventuell damit verbundene Rechte in Südkorea nicht zu beanspruchen. Die Aufgabe der Staatsangehörigkeit ist nur noch bei Dauerwohnsitz im Ausland an der zuständigen konsularischen Vertretung möglich.
Normale Einbürgerungen sind nach fünf Jahren möglich und an Daueraufenthaltserlaubnis (F-5), Unbescholtenheit, gesicherten Unterhalt und koreanische Sprachkenntnisse gebunden. Wer den seit 2009 existierenden Kurs des Social Integration Program (500 Stunden, seit 2019 KIIP genannt) abgeschlossen hat, braucht keinen Sprachtest zu machen.
Bei familiären Bindungen, wie in Korea geborenem Elternteil oder Heirat und mindestens einem Jahr Aufenthalt, sind Einbürgerungen nach drei oder zwei Jahren möglich. Daneben gibt es noch ein „Prüfungsverfahren der Nationalität“, das den Nachfahren anti-kolonialer Kämpfer, die in China oder Sachalin lebten, bei Zuzug nach Südkorea Bürgerrechte verleiht.
Die Zuständigkeit liegt bei einer Abteilung im Justizministerium, das Verwaltungsanweisungen erlässt. Südkorea ist 1962 dem Übereinkommen über die Rechtsstellung der Staatenlosen beigetreten, jedoch nicht dem Übereinkommen zur Verminderung der Staatenlosigkeit von 1990 oder der Haager Konvention zu Fragen der Staatsangehörigkeit 1930.
Der erste nach Südkorea Eingebürgerte war im Februar 1957 ein Taiwaner. Bis Januar 2011 waren 100.000 Personen eingebürgert, die 200.000. erreichte man im November 2019.
Die Bestimmungen des Overseas Migration Act für Rückkehrer und die  Legislation on Immigration and Legal Status of Overseas Koreans (“Overseas Korean Act”) regeln das Verhältnis des Staates zu seinen im Ausland lebenden Bürgern, sofern diese nach 1948 emigrierten. Für ethnische Koreaner, vor allem aus ehemaligen Sowjetrepubliken und China gibt es seit 1999 den Visumstyp F4, der einen Langzeitaufenthalt mit Arbeitsaufnahme vergleichsweise einfach macht.
Ethnische Chinesen (Hwagyo) aus dem Norden oder solche die in China lebten aber koreanische Papiere haben (jogyo), die als Republikflüchtige nach Südkorea gelangen werden dort als chinesische Bürger betrachtet, ohne aber Anspruch auf diese Staatsangehörigkeit zu haben, sie sind effektiv Staatenlose.